# Каррингтон, Генри
Генри Биби Каррингтон (англ. Henry Beebee Carrington; 2 марта 1824 — 26 октября 1912) — офицер армии США,  участник Гражданской войны и Индейских войн, юрист, профессор и писатель. Известный инженер, построил ряд фортов для защиты Бозменского тракта.

## Биография

### Ранние годы
Генри Каррингтон родился в городе Уоллингфорде, штат Коннектикут. В юности он был ярым аболиционистом, окончил Йельский университет в 1845 году, где изучал право. Преподавал химию и греческий с 1846 по 1847 год в институте Ирвинга, школе для мальчиков в Тарритауне. Впоследствии, под влиянием основателя школы Вашингтона Ирвинга, он написал книгу «Битвы американской революции», которая появилась в 1876 году. Каррингтон продолжил изучать право в Йельском университете, периодически преподавая в женской школе.
В 1848 году он переехал в Колумбус, штат Огайо, где занимался юридической практикой в партнёрстве с Уильямом Деннисоном-младшим. Каррингтон был активным сторонником борьбы с рабством и возглавил рабочую группу недавно созданной Республиканской партии. Он стал близким другом и сторонником губернатора Сэлмона Портленда Чейза, и последний назначил его генеральным судьёй-адвокатом в 1857 году. В следующем году он стал генерал-адъютантом штата Огайо, и ему было поручено провести реорганизацию местной милиции.

### Гражданская война
В начале гражданской войны в США Каррингтон собрал десять полков милиции и организовал первые двадцать шесть полков Огайо. В мае 1861 года он был назначен полковником нового 18-го пехотного полка и основал армейский учебный центр недалеко от Колумбуса.
В августе 1862 года, в условиях острой потребности в войсках, губернатор Индианы Оливер Перри Мортон попросил военного министра Эдвина Стэнтона прислать опытного военного чиновника для организации новых добровольческих полков. Военное министерство направило Каррингтона, который быстро организовал тысячи новых военнослужащих и отправил их на фронт. После того, как он прибыл, Каррингтон стал участвовать в расследованиях попыток препятствовать призыву на военную службу. В декабре он предупредил Мортона и президента США Авраама Линкольна об усилиях секретных организаций, направленных на поощрение дезертирства. После этого губернатор Мортон счёл Каррингтона незаменимым и попросил Стэнтона, чтобы он оставался в Индиане. Каррингтон продолжал расследование деятельности тайных организаций («Рыцарей Золотого круг»), которые укрывали дезертиров и препятствовали призыву на военную службу. В марте 1863 года Каррингтон был произведен в бригадные генералы и назначен командующим округом Индиана департамента Огайо, позже переименованного в Северный департамент.
Каррингтон продолжал служить в Индианаполисе в качестве офицера разведки и собирать информацию от большого количества информаторов в Индиане и соседних штатах. Он оставался в Индианаполисе до 1865 года. В боевых действиях во время войны Каррингтон не участвовал.

### Война Красного Облака
После Гражданской войны 18-й пехотный полк был размещён на Западе, а Каррингтон был назначен командующим Горным округом, департамент Миссури, в 1866 году и перенёс штаб своего полка в Колорадо. В том же году он был назначен командовать экспедицией в 
район реки Паудер, где должен был основать несколько военных постов вдоль Бозменского тракта для защиты караванов эмигрантов.
17 июня 1866 года войско Каррингтона выступило из форта Ларами. В его составе было 700 солдат, 300 гражданских лиц, включая жён и детей солдат, а также гражданских подрядчиков, 226 фургонов с припасами, полковой оркестр из 35 человек и 1000 голов крупного рогатого скота для поставки свежего мяса. Проводником экспедиции был опытный маунтинмен Джим Бриджер. С появлением солдат, лакота, шайенны и северные арапахо активизировались и нападения участились. Основной удар индейцев пришелся на форт Фил-Кирни, где обосновался Каррингтон. Ситуация ухудшалась, форт был осаждён со всех сторон. Каррингтон направлял запросы командованию об усилении состава, необходимости современных казнозарядных винтовок и пополнении боеприпасов, но результатов не было. Военное руководство требовало совершить карательную экспедицию и уничтожить враждебных индейцев, но полковник понимал, что это было практически нереально, к тому же он был прежде всего инженером и не имел опыта боевых действий.
Прибывший в ноябре в форт капитан Уильям Феттерман, не согласился со стратегией Каррингтона и решил атаковать индейцев, в результате чего, весь его отряд был уничтожен. К 21 декабря индейцами были убиты: 91 рядовой, 5 офицеров и 58 гражданских; угнано 750 голов скота, лошадей и мулов. Верховному командованию нужен был виновный в этой катастрофе, и им стал бывший бригадный генерал Союза. Каррингтон был отстранён от командования сразу после уничтожения отряда Феттермана. Хотя, позднее он командовал фортом Макферсон и фортом Седжвик, его военная карьера была разрушена. В декабре 1870 года Каррингтон вышел в отставку.

### Поздние годы
После смерти своей жены, Маргарет, в 1870 году, он женился на Фрэнсис Груммонд, вдове лейтенанта Джорджа Груммонда, который был убит во время резни Феттермана. В 1873 году Каррингтон получил степень доктора права в Уобашском колледже.
В 1889 году по просьбе министра внутренних дел США он был направлен к флатхедам, чтобы попытаться договориться с вождём Шарло о переселении в резервацию. Задача была сложной, но ему удалось добиться соглашения с индейцами. Генри Каррингтон умер 26 октября 1912 года в Бостоне.